# Кондуктор 1492
«Кондуктор 1492» (англ. Conductor 1492) — американский немой комедийный фильм 1924 года.

## Сюжет
Молодой ирландский иммигрант устраивается на работу кондуктором трамвая и отбивается от попытки мошенников захватить компанию, одновременно ухаживая за красивой дочерью своего босса.

## В ролях
- Джонни Хайнс — Терри О’Тул
- Дорис Мэй — Норетта Коннелли
- Дэн Мейсон — Майк О’Тул
- Рут Реник — Эдна Браун
- Роберт Кейн — Ричард Ленгфорд
- Фред Эсмелтон — Денман Коннелли
- Байрон Сейдж — Бобби Коннелли
- Майкл Дарк — Джеймс Стоддард
- Дороти Вернон — миссис Браун
- Билли Армстронг — пьяница на вечеринке
- Эл Кук — пьяница из пансиона
- Дик Сазерленд — вспыльчивый парень

## Сборы
По данным компании Warner Bros. фильм собрал 300 000 долларов в прокате внутри страны и 34 000 долларов за рубежом.

## Сохранение
Фильм «Кондуктор 1492» сохранился в нескольких архивах, включая Библиотеку Конгресса США, Музей Джорджа Истмана и Архив кино и телевидения Калифорнийского университета в Лос-Анджелесе. Эта версия транслировалась по кабельному телевидению. Немой отпечаток[неизвестный термин] был перенесён на 16-миллиметровую плёнку компанией Associated Artists Productions в 1950-х годах и был сохранён в Центре исследований кино и театра Висконсина.